# کیرداسوو
کیرداسوو (به لاتین: Kirdasovo) یک منطقهٔ مسکونی در روسیه است که در باشقیرستان واقع شده‌است.